# High Sierra
High Sierra is een Amerikaanse film noir uit 1941 onder regie van Raoul Walsh.
Het scenario is gebaseerd op de gelijknamige roman (1941) van W. R. Burnett.

## Verhaal
Als bankrover Roy Earle wordt vrijgelaten uit de gevangenis, maakt hij kennis met de criminelen Red en Babe. Hij leert ook de knappe danseres Marie kennen. Roy, Red en Babe willen samen een hotel overvallen. Op weg naar Californië leert Roy Velma kennen. Terwijl Marie verliefd wordt op Roy, raakt hijzelf geïnteresseerd in Velma. De overval op het hotel loopt mis en Roy vlucht met Marie de bergen in.

## Rolverdeling
| Acteur           | Personage         |
| ---------------- | ----------------- |
| Ida Lupino       | Marie             |
| Humphrey Bogart  | Roy Earle         |
| Alan Curtis      | Babe              |
| Arthur Kennedy   | Red               |
| Joan Leslie      | Velma             |
| Henry Hull       | Doc               |
| Henry Travers    | Pa                |
| Jerome Cowan     | Healy             |
| Minna Gombell    | Mevrouw Baughmam  |
| Barton McLane    | Jake Kranmer      |
| Elisabeth Risdon | Ma                |
| Cornel Wilde     | Louis Mendoza     |
| Donald MacBride  | Big Mac           |
| Paul Harvey      | Mijnheer Baughmam |
| Isabel Jewell    | Blondje           |